# Quest for Camelot
Quest for Camelot és una pel·lícula animada estatunidenca de 1998 produïda per Warner Bros. i dirigida per Frederik Du Chau i basada en la novel·la escrita per Vera Chapman.